# Carlos Augusto José Lira
Carlos Augusto José Lira, noto semplicemente come Lira (Brasilia, 2 aprile 1966), è un ex calciatore brasiliano, di ruolo difensore.

## Carriera

### Club
Iniziò la carriera nel Taguatinga, e giocò poi nel Vasco da Gama; si trasferì al Goiás nel 1990, passando presto al Grêmio, dove giocò fino al 1992; trasferitosi al Fluminense, vi rimase fino al 1995, vincendo la Taça Guanabara nel 1993. Nel 1995 giocò poi con il Vasco da Gama e con la Portuguesa, prima di trasferirsi all'Atlético Paranaense nel 1996. Dopo l'esperienza alla squadra di Curitiba, passò al Flamengo. Si ritirò nel 2003 con la maglia del Vitória.

### Nazionale
Con la Nazionale brasiliana giocò 7 partite dal 1990 al 1992, venendo incluso nella rosa dei convocati per la Copa América 1991.

## Palmarès

### Giocatore

#### Club

##### Competizioni statali
- Campeonato Goiano: 1

Goiás: 1990
- Taça Guanabara: 1

Fluminense: 1993